# KABA Album
Albums de Misono
Tales with Misono ~Best~
(2009) KABA Album 2
(2010)
KABA Album ou Cover Album est le 2e mini-album de Misono, sorti sous le label Avex Trax le 23 septembre 2009 au Japon. Il atteint la 28e place du classement de l'Oricon, il reste classé pendant 4 semaines, pour un total de 7 016 exemplaires vendus. C'est un album contenant uniquement des reprises d'autres artistes.

## Liste des titres
Entre parenthèses se trouve l'artiste d'origine.
| 1. | Misono to Utaou! Animedley I (Urusei Yatsura no Theme ~Lum no Love Song / Cat’s Eye / Wai Wai World / Candy Candy / Attack No. 1 / Hajimete no Chuu) (Misonoと歌おう!アニメドレーI (うる星やつらのテーマ～ラムのラブソング～/Cat’s Eye/ワイワイワールド/キャンディ キャン ディ/アタックNo.1のテーマ/はじめてのチュウ)) | 6:06 |
| 2. | Playback Part 2 (プレイバック (Momoe Yamaguchi)) | 3:21 |
| 3. | Dou ni mo Tomaranai (どうにもとまらない (Linda Yamamoto)) | 2:50 |
| 4. | Love is Over (ラヴ・イズ・オーヴァー (Auyeung Fei Fei)) | 4:46 |
| 5. | Misono to Utaou! Animedley II (Touch / Tonchinkanchin Ikkyu-san / Unbalance na Kiss wo Shite / Anpanman no March / Delicate ni Sukishite / Omoide ga Ippai) (Misonoと歌おう!アニメドレーII (タッチ/とんちんかんちん一休さん/アンバランスなKissをして/アンパンマンのマーチ/デリケートに好きして/想い出がいっぱい))      | 6:33 |
| 6. | Tomorrow (Mayo Okamoto) | 4:17 |
| 7. | Complicated (Avril Lavigne) | 4:31 |
| 8. | Dear Friends (Personz) | 6:45 |
| 9. | Gradually (Day After Tomorrow) | 5:29 |